# Audi S2
Pour les articles homonymes, voir S2.
 (juin 2023).
Si vous disposez d'ouvrages ou d'articles de référence ou si vous connaissez des sites web de qualité traitant du thème abordé ici, merci de compléter l'article en donnant les références utiles à sa vérifiabilité et en les liant à la section « Notes et références ».
L'Audi S2 est une version sportive de l'Audi 80 IV, produite de 1991 à 1996. Elle existe en trois versions : Coupé, Berline et Avant (break). Profitant de la transmission intégrale Quattro Torsen, son moteur 5 cylindres en ligne est suralimenté par un turbocompresseur KKK soufflant à 0,8 bar de pression relative. L'air de suralimentation est refroidi par un échangeur de type air/air.
Ainsi équipé, ce moteur développe 220 ou 230 ch DIN selon le modèle et l'année de production.

## Coupé S2

### Coupé S2 3B
Le Coupé S2 a été développé en coopération avec Konrad Schmidt Motorsport GmbH, avec qui l'Audi V8 quattro DTM a également participé au Deutsche Tourenwagen Meisterschaft en 1990, et a été lancé en septembre 1990 au prix de base de 72 450 Deutsche Mark. Elle est basée sur l'Audi Coupé B3 et cela en est le modèle haut de gamme. En tant que tel, elle devait également améliorer l'image de la Coupé B3, qui s'est vendue nettement moins bien que sa prédécesseur, l'Audi Coupé B2. 
Produite de 1991 à 1992, l'Audi S2 Coupé 3B est la première à recevoir un moteur à 5 cylindres 20 soupapes turbo, type 3B, développant 220 ch et qui n'est autre qu'une variante du moteur RR 20VT équipant déjà l'UR Quattro dans sa deuxième phase. Le moteur est disposé en position longitudinale pour gagner de la place. Le moteur de la S2 est associée à une boîte de vitesses à 5 rapports et au célèbre système Quattro de chez Audi.
Au vu du succès de ce modèle et des performances spectaculaires de son moteur, Audi décide de continuer sur sa lancée et d'implanter ce moteur dans la berline et l'Avant.

### Coupé S2 ABY
En 1993, Audi apporte quelques modifications à son 5 cylindres 20V (allumage électronique, échangeur, etc.) pour gagner quelques chevaux (230 contre 220 précédemment) et quelques dixièmes de seconde au chronomètre. Le moteur n'est plus de type 3B mais ABY. Ce moteur prend donc la place du 3B et ce dernier est retiré de la production.
La boîte de vitesses devient alors une 6 rapports spécialement étudiée pour ce modèle, boîte qui sera également montée par le constructeur Porsche, les deux marques étant étroitement liées. Niveau carrosserie, elle adopte de nouvelles jantes, de nouveaux phares et feux arrière.
La production de l'Audi Coupé S2 a été arrêtée en décembre 1995 après la production de 7 370 véhicules.

## Avant S2/Audi S2 ABY

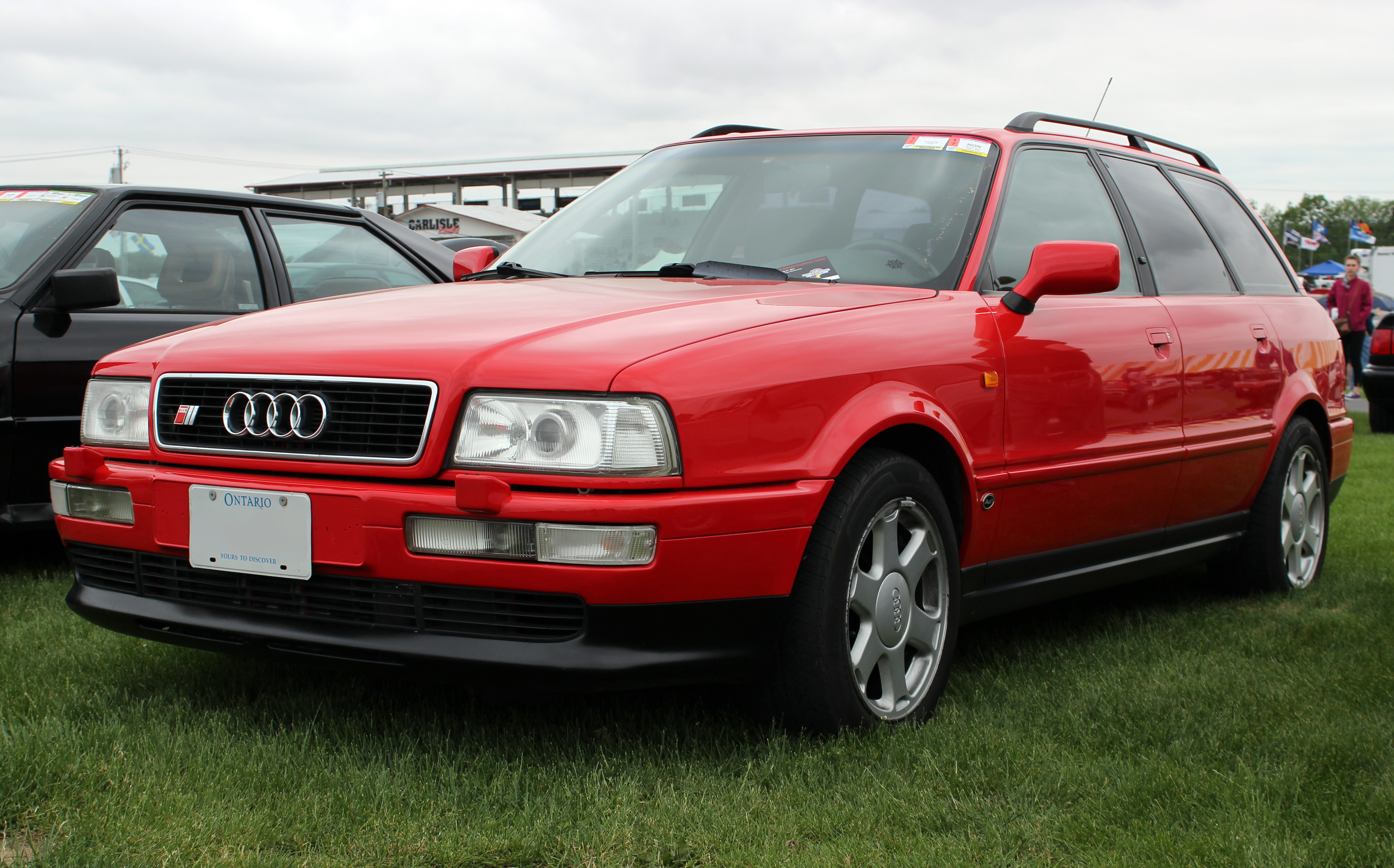
Audi Avant S2.

L'Audi 80 Avant a aussi eu droit, en 1993, à une version S2 équipée du moteur type ABY de 230 ch. L'Audi Avant S2 a été lancée en février 1993 au prix de base de 79 150 Deutsche Mark. Il a été suivi en juillet 1993 par la berline, qui était vendue sous le nom d'Audi S2 à partir de 76 650 Deutsche Mark. La S2 berline est seulement commercialisée pendant l'année modèle 1994. Ces deux modèles sont basés sur l'Audi 80 B4. L'Avant S2 a été construit de 1993 à 1995 avec un total de 1 812 exemplaires. La S2 berline est le modèle avec la plus petite production, 306 exemplaires. En 1995, la berline n'était plus construite. La production de l'Avant S2 s'est terminée avec celle de l'Audi 80 B4 en 1995. Pas spécialement appréciée à l'époque, la S2 berline est devenue très rare et très recherchée par les connaisseurs et collectionneurs. La S2 berline est également assemblée avec le moteur type ABY de 230 ch et la boîte 6 vitesses.

### Carrosserie
La carrosserie du Coupé S2 reprend largement celle du Coupé B3. L'avant a été redessiné avec un capot avec une calandre intégrée, qui a fait ses débuts de manière similaire sur l'Audi V8. Dès 1990, le Coupé S2 a anticipé le look de la nouvelle Audi 80 B4, qui est arrivée sur le marché en 1991. La berline et l'Avant sont visuellement basées sur leurs versions standard de l'Audi 80 B4. Toutes les versions S2 ont reçu un tablier avant avec un bas de caisse avant intégré et un tablier arrière légèrement révisé. Les emblèmes S2 sur la calandre et à l'arrière du véhicule identifient également la S2.

### Équipement
L'équipement standard comprend le système de sécurité Procon-ten avec ABS, un système de nettoyage des phares, un système de verrouillage centralisé et vitres électriques. À l'intérieur, il y a des sièges sport et un volant sport à trois branches avec un emblème S2 intégré. De plus, il y a trois instrumentations supplémentaires dans la console centrale sur lesquels la température de l'huile, la pression d'huile et la tension de bord peuvent être lues. Ces instrumentations étaient surlignés en gris clair dans l'Audi RS2.

### Moteur
Le moteur du Coupé S2 (code 3B) est dérivé du moteur de la dernière Audi quattro 20V (code RR) et il a également été installé dans l'Audi 200 quattro 20V. Initialement, il délivrait 162 kW (220 ch). Cependant, en raison des conditions spatiales de la carrosserie de la Coupé B3, les périphériques du moteur ont dû être adaptés. Les voies d'admission et d'échappement ont été réaménagées et le flux d'air du refroidisseur d'huile a été modifié. Le véhicule est équipé de deux pots catalytiques commandés par sonde lambda et répond ainsi à la norme antipollution Euro 1. De plus, la gestion entièrement électronique du moteur s'adapte automatiquement aux conditions de fonctionnement pendant toute la durée de fonctionnement du moteur.
En 1992, le Coupé S2 a subi un lifting. Alors maintenant, le moteur ABY (dérivé du moteur AAN de l'Audi S4) a été utilisé. Celui-ci développe 169 kW (230 ch) et un couple de 350 Nm. Un couple de 380 Nm est temporairement disponible avec la fonction overboost. De plus, le système d'allumage (allumage simple) et le contrôle de la pression de suralimentation diffèrent de ceux du moteur précédent. La boîte manuelle à cinq rapports a été remplacée par une boîte manuelle à six rapports, mais le dernier rapport n'est pas plus long que celui de la version à cinq rapports. L'Avant et la S2 berline utilisent également ce moteur depuis leur lancement sur le marché en 1993.
Le moteur ABY est une version révisée du moteur 3B. Le bloc moteur est généralement resté le même. Bien que manquant de l'overboost de l'ABY, la 3B dispose d'un distributeur d'allumage mécanique (allumage simple dans l'ABY) et le soubassement a été adapté pour les pots catalytiques, ce qui a obligé à changer le siège conducteur.